# Prosobonia ellisi
Prosobonia ellisi es una especie extinta de ave limícola de la familia Scolopacidae. Era una especie endémica de Moorea, Polinesia Francesa. Se extinguió a mediados del siglo XIX. Los únicos registros que existen de la especie, provienen de las observaciones realizadas, durante la tercera expedición del capitán James Cook en 1777. La causa más probable de su desaparición, fue la introducción de ratas (Rattus rattus) en la isla por los colonizadores europeos.